# Ketchapp
Ketchapp est une entreprise française de développement et d'édition de jeux vidéo téléchargeables, basée à Paris et filiale d'Ubisoft.
L'entreprise est créée indépendamment en 2014 et publie son premier jeu téléchargeable sur Android et iOS.

## Historique
Ketchapp a été fondé par deux frères, Michel et Antoine Morcos en 2014 mais leurs premières applications remontent aux années 2000. Ils fondent notamment Presselite et publient diverses applications utilitaires pour smartphone.
Leur premier succès est l'adaptation du jeu-vidéo 2048 sur mobile, celui-ci n'étant disponible que sur internet à l'époque.
En septembre 2016, l'éditeur français de jeu vidéo Ubisoft rachète Ketchapp pour un montant inconnu.

## Jeux développés
- Jump
- Make them fighting!!!
- Make them fall!!!
- Push the squares
- Stickman rush
- Totem smash
- Spring ninja
- 22 seconds
- Captain Rocket
- The Line
- Pixall.io
- The Four
- Swipe the arrows
- Circle the dot
- Make them jump!!!
- The Tower
- Run bird run
- Pinball sniper
- Skyward
- Amazing Ninja
- Dragon jump
- Sheeperzzz
- Block it
- Eyes cube
- The Branch
- Escape
- Rush hero
- Around the world
- Nonsense fall
- Spiral
- Drill up
- Jump nuts
- Zenfinity
- Speed Golf
- Stony road
- Two cars
- Amazing Thief
- Don't step on the white tile
- Protect the planet!
- Boucing ball
- Spike run
- Duo
- Mannequin Challenge'
- Hop Hop Hop Underwater
- Elevator
- Ketchapp Football
- Magic river
- Triple Jump
- Busted Brakes
- Wall switch
- Flip
- Cube Jump
- Slow down
- Ketchapp Tennis
- Floors
- Bridge
- Phases
- The Walls
- Jumping fish
- Don't fall
- Light on
- Dungeon
- Boucing Ball 2
- Trio
- The Walking Pet
- Adventure Cube
- Pit
- Splash
- Impossible Journey
- Spiral Tower
- Cloud Path
- Versus Run
- Dot Spinner
- Go Up
- Turn
- Ball Jump
- The Line zen
- Hop Hop Hop
- Swing
- Bouncle
- Amazing bricks
- Winter sports
- Dancing hot dog
- Wave
- Bottle flip
- Jump car
- Steps
- Arrow
- Too many dangers
- Gravity Switch
- Qubes
- Hazy Race
- Sky
- Slicing
- Hat trick shots
- Scream go hero
- Pocket Snap
- Don't touch the spikes
- Spin
- Crazy Circle
- Stack AR
- Helix
- Blue Edge
- Loop
- Circle
- Twist
- Risky Rod
- Ketchapp Basketball
- Jelly Jump
- Stick Hero
- Summer Sports
- Kubik
- Break Liner
- Fit in the holl
- Pineapple Pen
- Hop
- Ballz shooter
- Jelly Run
- Wire
- ZigZag
- Jumpy
- Stack
- 2048
- Catch up
- Fidget spinner
- Clash.io
- Ballz
- Space Frontier
- Pocket Pool
- Color Ballz
- Rider
- Falling Ballz
- Knife Hit
- Rider